# Zhuo Jing
 (novembre 2024).
Si vous disposez d'ouvrages ou d'articles de référence ou si vous connaissez des sites web de qualité traitant du thème abordé ici, merci de compléter l'article en donnant les références utiles à sa vérifiabilité et en les liant à la section « Notes et références ».
 (novembre 2024).
La mise en forme du texte ne suit pas les recommandations de Wikipédia : il faut le « wikifier ».
Les points d'amélioration suivants sont les cas les plus fréquents. Le détail des points à revoir est peut-être précisé sur la page de discussion.
- Les titres sont pré-formatés par le logiciel. Ils ne sont ni en capitales, ni en gras.
- Le texte ne doit pas être écrit en capitales (les noms de famille non plus), ni en gras, ni en italique, ni en « petit »…
- Le gras n'est utilisé que pour surligner le titre de l'article dans l'introduction, une seule fois.
- L'italique est rarement utilisé : mots en langue étrangère, titres d'œuvres, noms de bateaux, etc.
- Les citations ne sont pas en italique mais en corps de texte normal. Elles sont entourées par des guillemets français : « et ».
- Les listes à puces sont à éviter, des paragraphes rédigés étant largement préférés. Les tableaux sont à réserver à la présentation de données structurées (résultats, etc.).
- Les appels de note de bas de page (petits chiffres en exposant, introduits par l'outil «  Source ») sont à placer entre la fin de phrase et le point final[comme ça].
- Les liens internes (vers d'autres articles de Wikipédia) sont à choisir avec parcimonie. Créez des liens vers des articles approfondissant le sujet. Les termes génériques sans rapport avec le sujet sont à éviter, ainsi que les répétitions de liens vers un même terme.
- Les liens externes sont à placer uniquement dans une section « Liens externes », à la fin de l'article. Ces liens sont à choisir avec parcimonie suivant les règles définies. Si un lien sert de source à l'article, son insertion dans le texte est à faire par les notes de bas de page.
- La présentation des références doit suivre les conventions bibliographiques. Il est recommandé d'utiliser les modèles {{Ouvrage}}, {{Chapitre}}, {{Article}}, {{Lien web}} et/ou {{Bibliographie}}. Le mode d'édition visuel peut mettre en forme automatiquement les références.
- Insérer une infobox (cadre d'informations à droite) n'est pas obligatoire pour parachever la mise en page.

Pour une aide détaillée, merci de consulter Aide:Wikification.
Si vous pensez que ces points ont été résolus, vous pouvez retirer ce bandeau et améliorer la mise en forme d'un autre article.
Vous pouvez aider à l'améliorer ou bien discuter des problèmes sur sa page de discussion.
Zhuo Jing (?-1402) était un fonctionnaire au début de la dynastie Ming, connu pour son intégrité et son franc-parler. Né de Zhuo Boyi, il a réussi l'examen impérial en 1388 et a occupé divers postes gouvernementaux, devenant finalement vice-ministre des Revenus. Zhuo Jing a une fois proposé de déplacer le prince Yan, Zhu Di, à Nanchang, mais ce plan n'a jamais été mis en œuvre. Lorsque Zhu Di est devenu l'empereur Yongle en 1402, Zhuo Jing a été arrêté pour sa proposition précédente, jugée déloyale. Malgré les conseils de servir le nouvel empereur, Zhuo Jing a refusé et a été exécuté avec sa famille. En 1645, le régime des Ming du Sud l'a honoré à titre posthume avec le titre de Grand Protecteur du Prince Héritier et le nom posthume de Zhongzhen. Il a écrit une œuvre en 50 volumes intitulée "Écrits Rassemblés de Zhuo."

## Biographie
- Sa famille a émigré de Zhuo (comté de Zhuo'ao Xiapu, Ningde, Fujian) vers Cangzhou.
- Descendant de Zhuo Shi Jian, fils de Zhuo Bo Yi.
- Il était très intelligent, avait une mémoire photographique et connaissait des domaines tels que l'astronomie, la géographie, le droit, l'histoire et l'armée.
- Il a été fonctionnaire au ministère de l'Intérieur et est finalement devenu vice-ministre de l'Intérieur.

### Rôle pendant la guerre de Jingnan
- Il recommanda à l'empereur Jianwen de réduire immédiatement le pouvoir des princes et proposa que le prince Zhu Di (plus tard l'empereur Chengzu) soit transféré à Nanchang.
- Après que le prince Zhu Di/Yongle (朱棣) soit monté sur le trône en tant qu'empereur Chengzu, Zhuo Jing a été arrêté pour avoir prétendument soutenu la réduction du pouvoir des princes.
- Bien que l'empereur Chengzu ait apprécié son talent, il l'a quand même emprisonné et a tenté de le persuader de se rendre.
- Zhuo Jing a refusé et a choisi la mort plutôt que de se rendre. L'empereur Chengzu ne l'a pas tué.
- L'empereur Chengzu a ensuite exécuté Zhuo Jing après avoir entendu les calomnies du grand ministre Yao Daoyan.

### Confessions après sa mort
- Après une enquête menée par l'historien Chai Degang, il a été découvert que les accusations portées contre Yao Daoyan étaient fausses.
- L'empereur Shenzong rétablit la réputation de Zhuo Jing et construisit un temple en son honneur.
- Il reçut le titre posthume de « Zhongzhen », puis de « Zhongyi » (qui signifie loyal).